# Johann Hamspohn

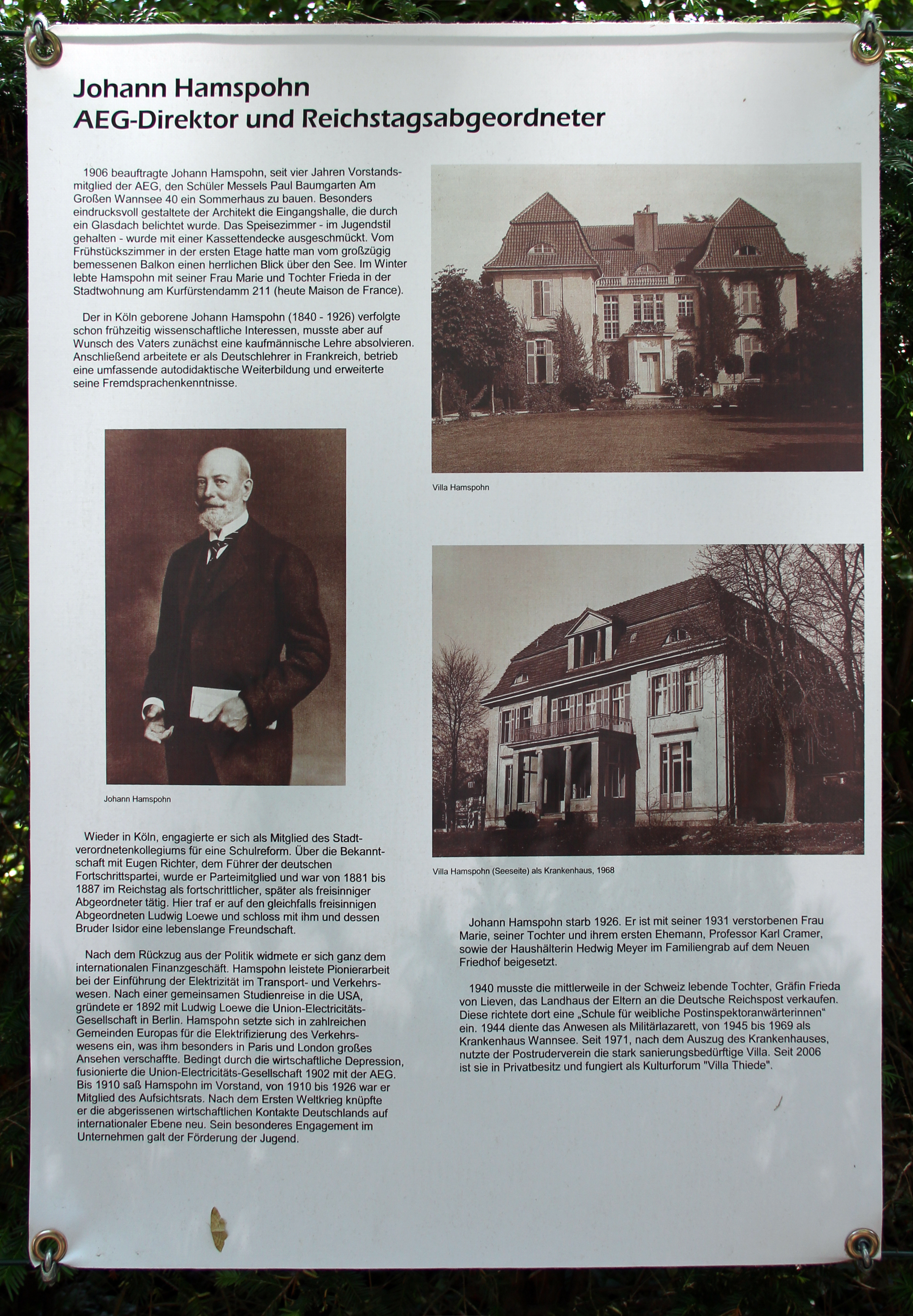
Gedenktafel, Johann Hamspohn, Am Großen Wannsee 58, Berlin-Wannsee, Deutschland

Johann Hamspohn (* 31. März 1840 in Köln; † 26. Mai 1926 in Berlin) war Unternehmer und Mitglied des Deutschen Reichstags.

## Leben
Hamspohn besuchte das Gymnasium in Köln und musste auf Wunsch seines Vaters eine kaufmännische Lehre absolvieren. In der Folge war er länger in England und Frankreich, wo er auch als Deutschlehrer unterrichtete.
In Köln war er Stadtverordneter seit 1871, Mitglied der Schuldeputation, des Kuratoriums der Realschule 1. Ordnung und der Gewerblichen Fachschule sowie Mitglied des Vorstandes des Gewerbevereins. Im Jahre 1880 war er Generalsekretär des in Brüssel tagenden internationalen Unterrichtskongresses für Deutschland. Weiter war er Mitglied des liberalen Schulvereins für Rheinland und Westfalen.
Zwischen 1881 und 1887 war er Mitglied des Preußischen Abgeordnetenhauses und von 1874 bis 1881 des Deutschen Reichstages für den Reichstagswahlkreis Fürstentum Schaumburg-Lippe (Bückeburg, Stadthagen).
Nach dem Rückzug aus der Politik war er erst im internationalen Finanzgeschäft tätig und gründete 1892 gemeinsam mit dem ehemaligen Reichstagsabgeordneten Ludwig Loewe die Union-Elektricitäts-Gesellschaft in Berlin. Sie engagierten sich insbesondere bei der Elektrifizierung des Transportwesens. 1904 musste ihre Firma mit der AEG fusionieren, bei der Hamspohn anschließend bis 1910 im Vorstand und danach im Aufsichtsrat saß.
1906 ließ er sich die Villa Hamspohn, Am Großen Wannsee 40 erbauen, wo er bis zu seinem Tode mit seiner Frau Marie und seiner Tochter Frieda lebte.